# Müveddet Kadın
Şadiye Müveddet Kadınefendi (en turco otomano: بصدق امرأة موبش, "duración", 12 de octubre de 1893 - 20 de diciembre de 1951) fue la esposa del último sultán Mehmed VI del Imperio Otomano.
El título completo era: Devletlu İsmetlu Aliyyetü'ş-Şân İkinci Şadiye Müveddet Kadın Efendi Hazretleri

## Vida
Müveddet nació el 12 de octubre de 1893 en Adapazari y era hija de Kato Davut Bey Çıhçı y su esposa Ayşe Hanim. Su verdadero nombre era Şadiye Çıhçı. Su tía paterna Habibe Hanım, tesorera principal de Şehzade Vahideddin, la acogió en el Palacio de Dolmabahçe a la edad de nueve años. Aquí su nombre según la costumbre de la corte otomana fue cambiado a Müveddet.
Mientras servía en el palacio, Müveddet atrajo la atención del Şehzade Vahideddin, de quien se enamoró. El 24 de abril de 1911 tuvo lugar su boda en el Palacio de Çengelköy. Un año después, en 1912, dio a luz a su único hijo, el Şehzade Mehmed Ertuğrul.
Siguió al sultán al exilio en San Remo, Italia. En 1929, tras la muerte de su marido, se instaló en Alejandría. El 2 de mayo de 1932 se casó por segunda vez con Şakir Bey Eminpaşazade en Alejandría y se divorciaron el 28 de febrero de 1936. En 1944, tras la muerte de su hijo, quiso volver a Estambul. En 1948 se le permitió regresar a Turquía.
Müveddet murió en 20 de diciembre de 1951 en Çengelköy a la edad de 58 años. Está enterrada en el cementerio de Çengelköy.